# 横谷哲也
横谷哲也（よこたに てつや）は日本の理学博士。金沢工業大学教授。滋賀県出身。

## 略歴
滋賀県生まれ。近江兄弟社高等学校卒業。東京理科大学理工学部情報科学科、同大学大学院理工学研究科修士課程を経て三菱電機に入社。東京理科大学大学院理工学研究科にて理学博士を取得した。北陸先端科学技術大学院大学非常勤講師を経て 2015年に金沢工業大学教授就任。

## 主な受賞
電子情報通信学会通信ソサエティ活動功労賞（2006年・2014年）、関東地方発明表彰神奈川県知事賞（2009年）、全国発明表彰（2012年）、情報通信技術賞（2013年）、日本ITU協会功績賞他学会（2014年）など。